# Barbara Carlotti
Barbara Carlotti (født 2. juli 1974 i Clamart) er en fransk sangerinde. 
Carlotti skriver ofte hyldestsange til kendte franske personligheder, såsom sangeren Juliette Gréco og digteren Baudelaire.

## Album
- L'ideal (2008)